# Conway, South Carolina
Conway är administrativ huvudort i Horry County i South Carolina. Staden har fått sitt nuvarande namn efter militären Robert Conway som tjänstgjorde i amerikanska frihetskriget. Ortnamnet förkortades 1883 till Conway från Conwayborough. Innan dess hette orten Kingston. Enligt 2010 års folkräkning hade Conway 17 103 invånare. Conway är säte för Coastal Carolina University.